# Concorso per il Palazzo delle Nazioni
Il Concorso per il Palazzo delle Nazioni è un concorso di architettura con il quale la Società delle Nazioni, da poco creata, intendeva scegliere il progetto della sua sede a Ginevra.
Al concorso, bandito nel 1926, parteciparono 377 gruppi tra i quali si annoveravano molti dei protagonisti della transizione dall'architettura cosiddetta "storicista" o "accademica" all'architettura cosiddetta "razionalista" (ovvero, successivamente definita in breve "Movimento Moderno"), tanto da essere considerato dalla storiografia un punto di svolta tra le due tendenze.

## La Società delle Nazioni
Alla fine della prima guerra mondiale nel trattato di Versailles è inserito un documento programmatico per la creazione di una società delle nazioni, i cui fautori sono gli stati vincitori; ad essi si aggiungono man mano vari stati rimasti neutrali durante il conflitto e, più tardi, la Germania stessa.
Nel 1920 i rappresentanti della Repubblica Tedesca depositano a Parigi la ratifica del trattato di Versailles, dando il via alla effettiva nascita della Società delle Nazioni.
La SDN si compone di:
- una Assemblea, convocata in via ordinaria annualmente, oppure in via straordinaria più volte l'anno; l'Assemblea elegge il Segretario Generale e ratifica le decisioni della SDN.
- un Consiglio, l'organo più importante della SDN, che si riunisce trimestralmente, ma anche con maggiore frequenza ove se ne presenti la necessità. In origine era formato da 5 membri permanenti (Francia, Impero Britannico, Italia, Stati Uniti, Svizzera) e da 4 membri non permanenti, designati di anno in anno dall'Assemblea. Tuttavia, a seguito dell'abbandono della SDN da parte degli Stati Uniti, i membri permanenti si riducono a 4 e quelli non permanenti aumentano a 6.
- un Segretariato, di cui fanno parte il Segretario generale, il segretario aggiunto, due vicesegretari ed una folta schiera di collaboratori.

Le lingue ufficiali sono francese ed inglese; le relazioni agli organi direttivi vengono lette in una delle due lingue e successivamente tradotte nell'altra.
Nel 1920 la Società delle Nazioni conta 42 membri, vale a dire tutti i paesi firmatari del Trattato di Versailles, salvo la Germania (ritenuta non idonea) e gli Stati Uniti, che non avevano ratificato il Trattato.
Nel 1926, in occasione dell'ingresso della Germania nella SDN, vi è una contemporanea riforma del Consiglio, con il ritorno a 5 seggi permanenti e l'aumento a 9 di quelli non permanenti. I Presidenti del Consiglio, che presiedono al contempo l'Assemblea, ricevono mandato trimestrale e si succedono per ordine alfabetico degli stati secondo la lingua francese.
Sempre nel 1926, le nazioni sono divenute 54. Tra le assenze più vistose si segnalano Argentina, Brasile, Spagna, Stati Uniti, Turchia, Unione Sovietica.

## Le prime sedi della SDN a Ginevra
Quando nel 1920 Ginevra è scelta quale sede permanente della SDN, sorse subito il problema del reperimento dei locali destinati al segretariato ed alle assemblee dei delegati e delle commissioni. Inizialmente si distribuì il segretariato in vari edifici della città, adattando invece per le riunioni plenarie un edificio religioso, la Salle de la Reformation. In seguito però, la SDN acquistò l'Hotel National allo scopo di adattarlo ad ospitare il segretariato. Tra il 1924 ed il 1926 fu invece costruito un nuovo edificio sul lago a Sécheron, su progetto dell'architetto Epitaux di Losanna.
Nel 1924 le carenze della sistemazione degli organismi societari portarono alla decisione di costruire un palazzo destinato unicamente al segretariato ed alle assemblee. Conclusi gli studi preliminari del programma di costruzione, fu dunque acquistata l'area fabbricabile accanto alla sede del B.I.T. e, nel marzo 1926, la sesta Assemblea Generale della SDN decise di indire un concorso mondiale per il progetto del futuro edificio.

## Il sito
Il sito prescelto per la nuova sede del Palazzo della Società delle Nazioni era "La Perle-du-Lac", un vecchio parco piantato ad alberi, sulla strada per Losanna presso il sobborgo di Sécheron, dove il Lago di Ginevra forma una curvatura della sponda. La visuale attraverso il lago arriva alle Alpi francesi ed al Monte Bianco, mentre dalla parte opposta inquadra le montagne del Giura. Il terreno, piatto nei pressi del lago, sale verso la strada con un dislivello di dieci metri. Adiacenti al sito sono il Parc de Mon Repos e la sede del Bit (Bureau International du Travail) a cui il bando di concorso prevederà un possibile agganciamento.

## Il concorso
Nell'aprile 1926 fu emesso il bando del concorso internazionale, riservato agli architetti di tutti i paesi membri, per un premio complessivo di 165.000 Franchi Svizzeri. Il bando richiedeva:
- un Segretariato contenente circa 150 uffici (con dettagliati requisiti) per le attività permanenti della Società delle Nazioni;
- una sala per l'Assemblea Generale, da usare una volta l'anno sia dalla SDN, sia dal Bureau International du Travail; ciò significava che doveva essere sufficientemente indipendente dalla sistemazione del Segretariato da evitare confusione. La capienza era di 2600 persone tra delegati, segretari, giornalisti e pubblico;
- varie sale del comitato di consiglio per l'uso di intervalli; alcune riservate e senza pubblico, altre con previsione di spettatori e giornalisti;
- una biblioteca, un ristorante, parcheggi aperti e scoperti, servizi generali. La spesa per l'esecuzione delle opere non doveva superare i 13.000.000 di Franchi Svizzeri.

Il bando indicava inoltre la necessità che il nuovo edificio fosse "degno della destinazione di un monumento che, per la purezza del suo stile e l'armonia delle sue linee, sarà chiamato a simboleggiare la gloria pacifica del XX secolo".
Il progetto doveva naturalmente rispettare le dimensioni del sito, con la possibilità però dell'ulteriore acquisto della proprietà adiacente da prendere in considerazione durante il concorso.
La giuria, presieduta da Victor Horta, era composta da otto architetti, tra questi si annoveravano, da un lato, quattro tradizionalisti:
- John Burnet, Londra
- Carlos Gato, Madrid
- Charles Lemaresquier, Parigi
- Attilio Muggia, Bologna

e, dall'altro, quattro modernisti della generazione attiva all'inizio del Novecento:
- Hendrik Petrus Berlage, l'Aia
- Josef Hoffmann, Vienna
- Karl Moser, Zurigo
- Ivar Tengbom, Stoccolma

## Il verdetto
Il progetto vincitore fu quello di Henri-Paul Nénot, ispirato all'architettura Beaux-Arts, messo in opera tra il 1931 ed il 1938 per ospitare l'assemblea ed il segretariato della Società delle nazioni. Le Corbusier, essendo svizzero, sperava di vincere il concorso e inserire il progetto in una visione razionalista, senza accorgersi tuttavia della necessità simbolica dei riferimenti classici, tanto che fu il motivo della vera svolta nella sua progettazione, che si inserirà in una sorta di razionalismo organico e di sintesi storica notevole; la proposta di un progetto classico, permetterà dunque una competizione sui motivi, sarà proprio questo il punto di svolta che porterà gli architetti moderni a interrogarsi sui nuovi problemi architettonici e sull'esclusiine dai concorsi di progetti univocamente razionalisti. Da questi ragionamenti nascerà il CIAM (Congresso Internazionale di Architettura Moderna) con lo scopo di promuovere l'architettura moderna.

## Elenco dei partecipanti al concorso
Al concorso prendono parte architetti della nuova generazione, allievi di grandi maestri, e grandi nomi dell'architettura come:
- Le Corbusier
- Alvar Aalto.
- Marcello Piacentini e Angiolo Mazzoni ( progetto terzo classificato)